# Christos Papadimitriou
Christos Harilaos Papadimitriou – grecki informatyk, od 1996 roku profesor Uniwersytetu Kalifornijskiego.
Studiował na Politechnice w Atenach, następnie na Uniwersytecie Princeton. Autor m.in. znanej także w Polsce książki Złożoność obliczeniowa.
Laureat m.in. Nagrody Knutha w 2002 roku, nagrody Gödla w  2012, nagrody EATCS w 2016.

### W języku Polskim
- Algorytmy (współautor) – PWN, 2010
- Logikomiks. W poszukiwaniu prawdy (współautor) – W.A.B., 2011
- Złożoność obliczeniowa – Helion, 2012